# Narcanello
Narcanello či Torrente Narcanello je horský tok v italských Alpách. Je zdrojovým tokem řeky Oglio, která patří mezi nejvýznamnější přítoky Pádu. Pramení na samém konci údolí Val Camonica nad průsmykem Tonale.  Pravobřežní část pramenné oblasti tvoří rozvodí se řekou Noce a Sarca v masivu Presanella. Trvalý celoroční průtok poskytuje výtok z jezera Pisgana, které se nachází pod vrcholem Cimma di Salimo (3 115 m n. m.). Jezero je celoročně napájeno malým ledovcem Pisgana. Nadmořská výška jezera 2600 metrů je tak i nadmořskou výškou pramene Narcanella. Nejvyšším bodem povodí je Monte Venezia (3290 m n. m.).  Během prvních 3 km překonává spád přes 1000 m, krátce po výtoku z jezera ve formě kaskády vodopádů, zvaných Prima Cascata di Narcanello. Zhruba v polovině toku se uklidňuje v ploché oblasti nad Ponte di Legno. V centru tohoto města se stéká s říčkou Frigidolfo a společný tok nese jméno Oglio.

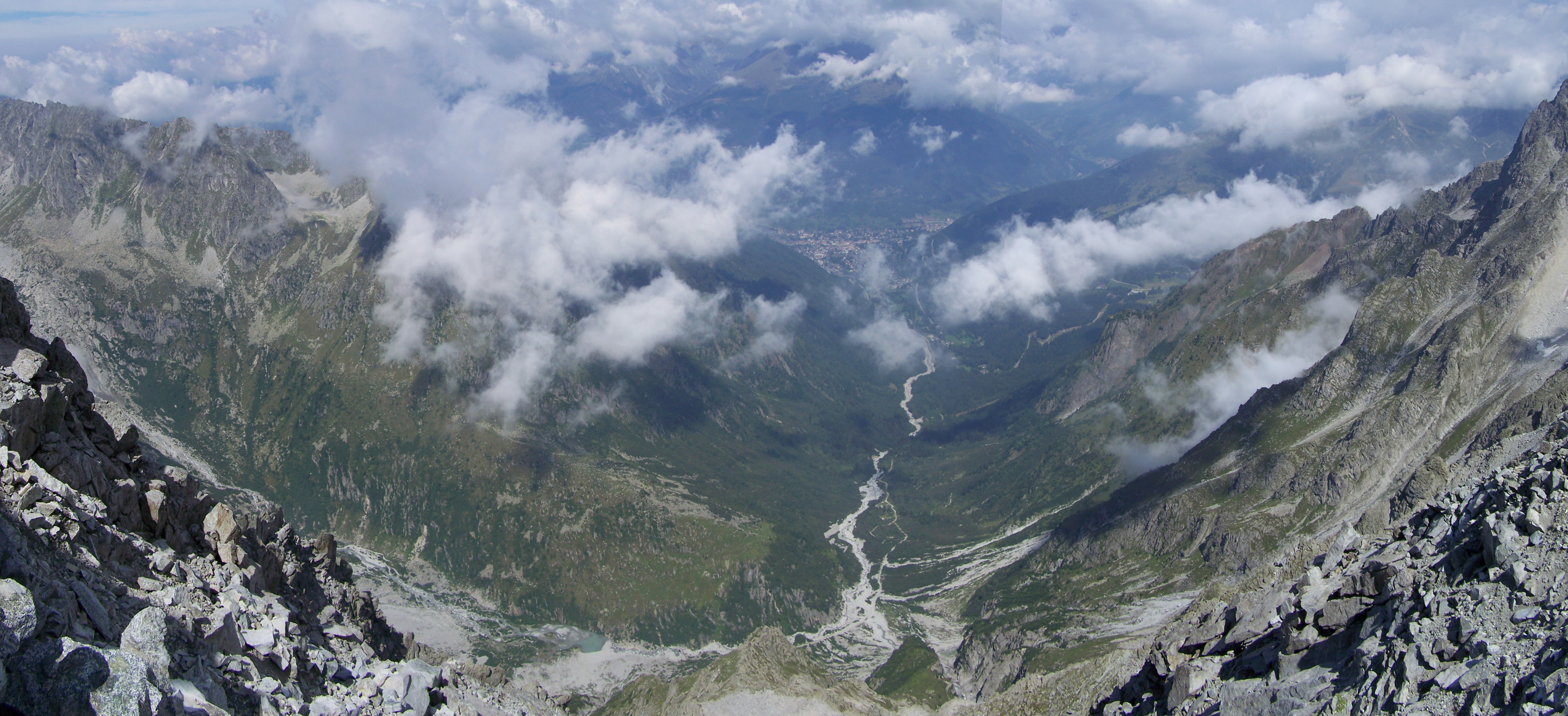
Pohled do údolí ze 3 000 m n. m. (Cima Payer)

Cesta podél Narcanella od Ponte di Legno až k bivaku Francesco Regosa (2 950 m n. m.) je oblíbenou trasou letní turistiky a je vstupem mezi vrcholy masivu Adamello. Nejčetnějším cílem je jezero Pisgana a vodopády Prima cascata. Dolním úsekem vede lanovka spojující Ponte di Legno a Passo Tonale. Na dolním toku je v letním období navštěvován rekreační park Val Sozzine, vybudovaný celý ze dřeva a poskytující možnost masáží v chladných vodách Narcanella. Populace pstruha potočního na dolním úseku je pravidelně doplňována vypouštěním násad, vzhledem k chladnému klimatu však ryby dosahují malého vzrůstu. Přesto je říčka mezi rybáři oblíbena pro zážitek z prostředí.

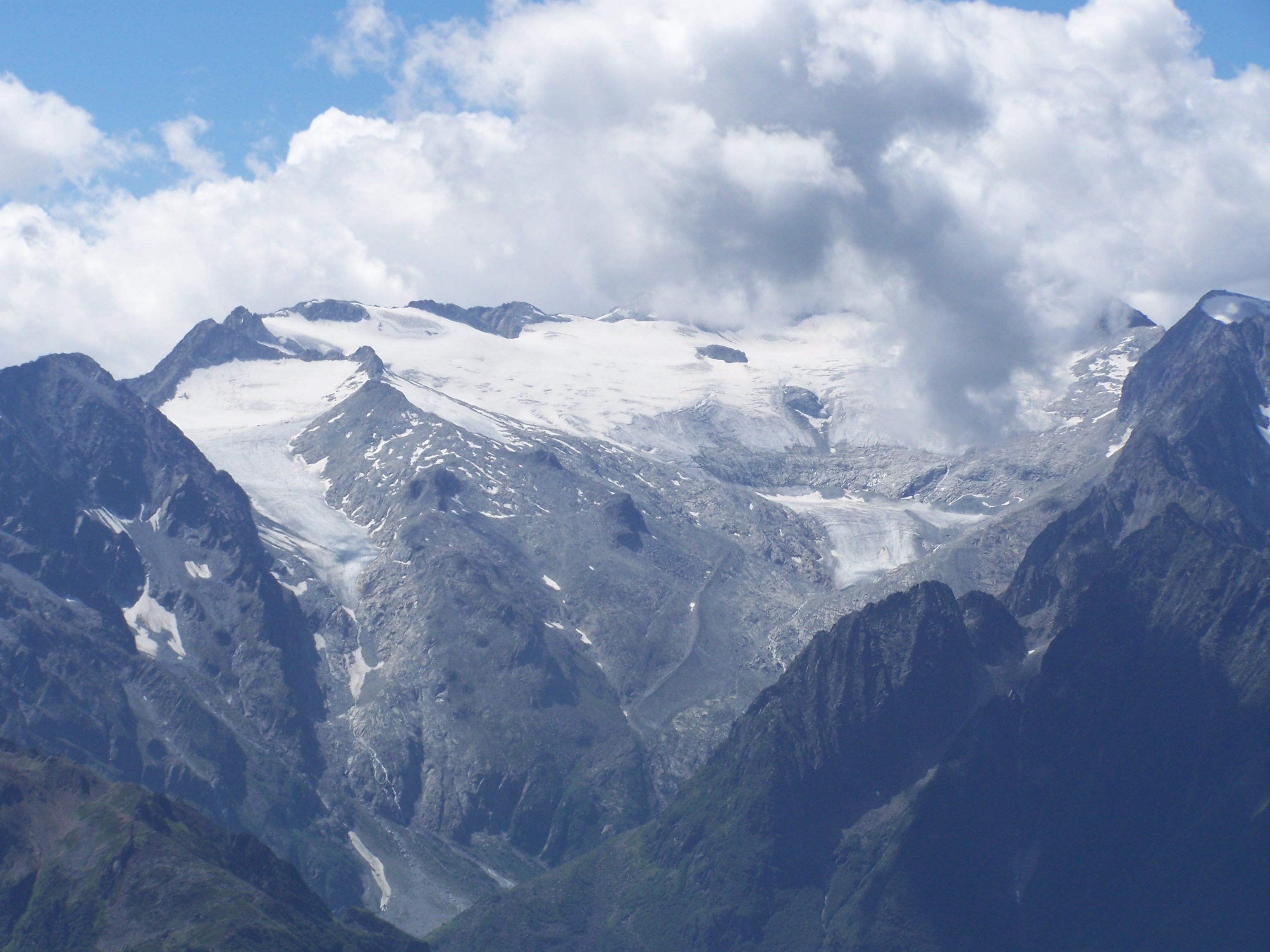
Ledovec Pisgana
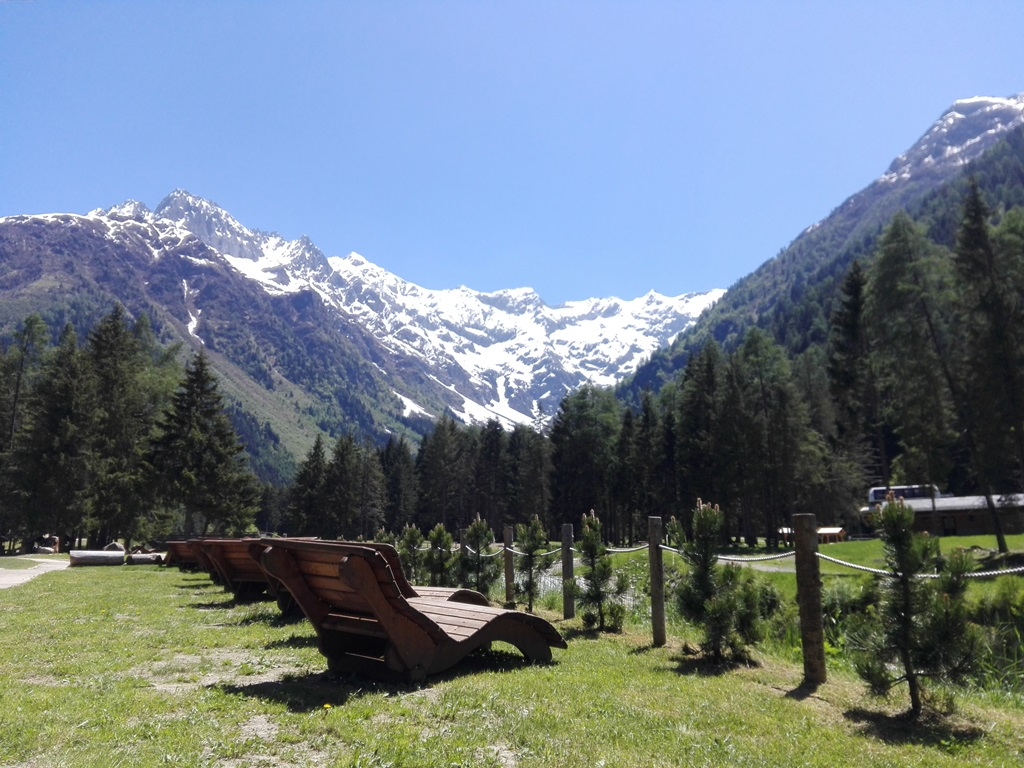
Park Val Sozzine, pohled proti proudu
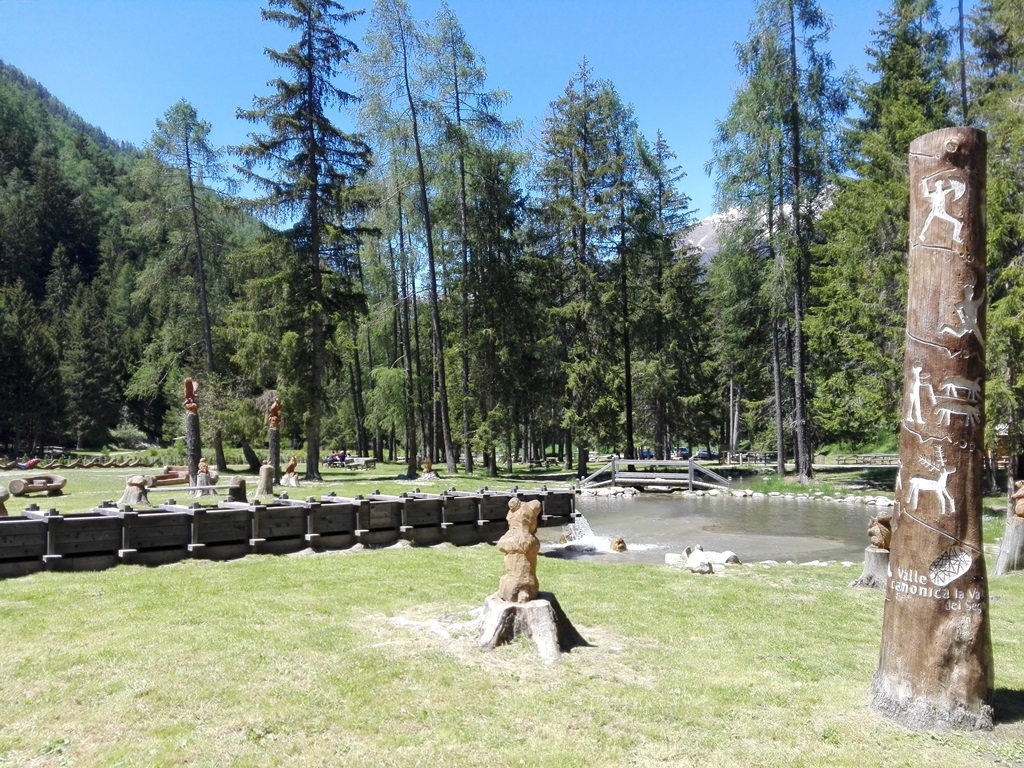
Val Sozzine, pohled po proudu
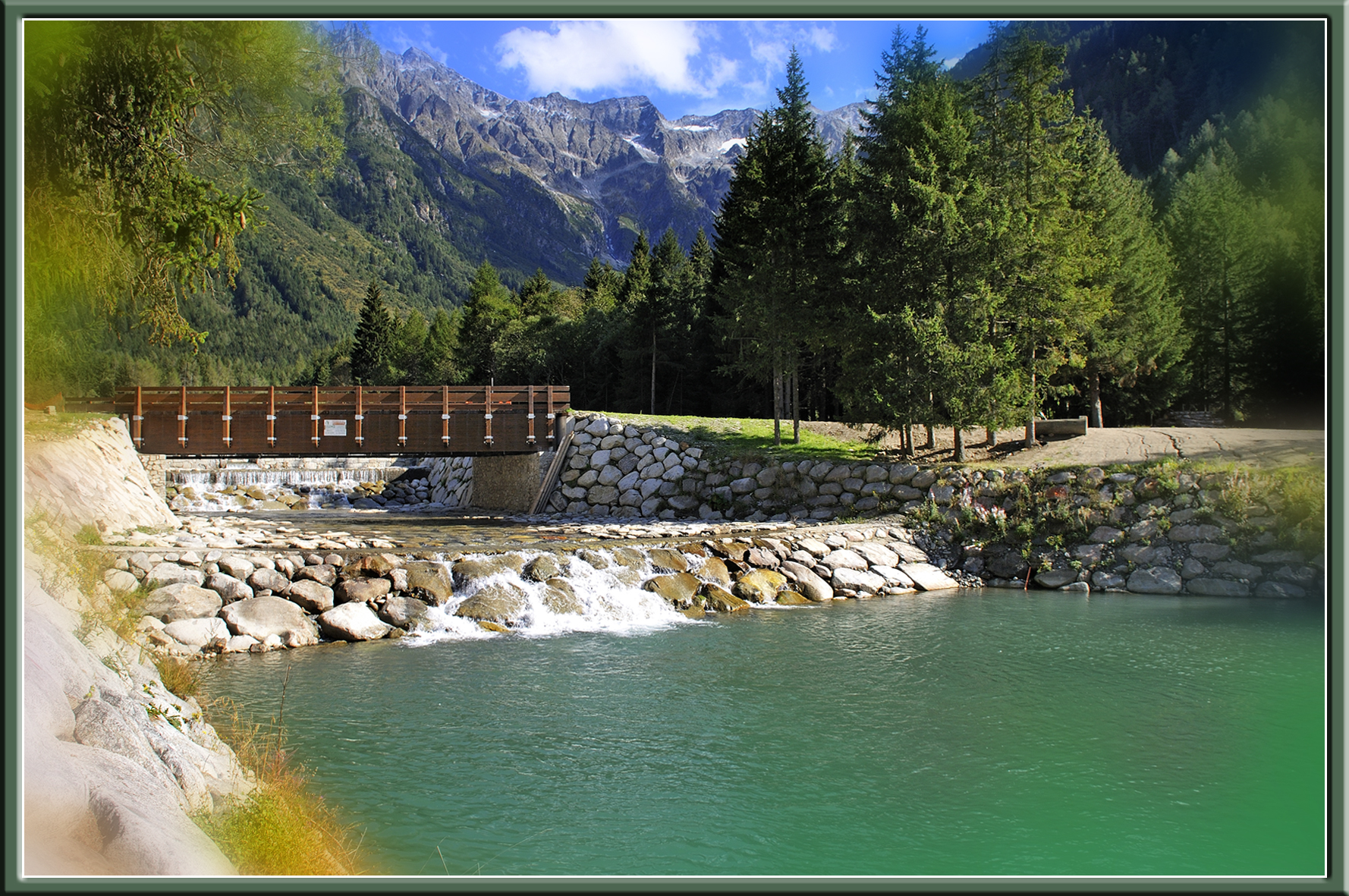
Regulované koryto nad Ponte di Legno
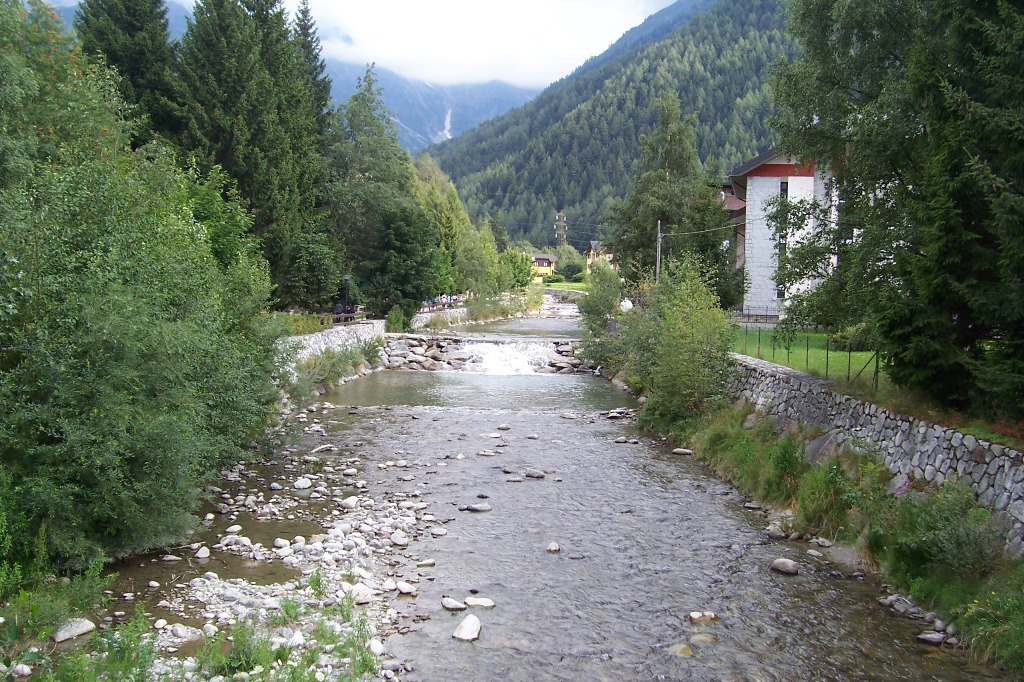
V Ponte di Legno
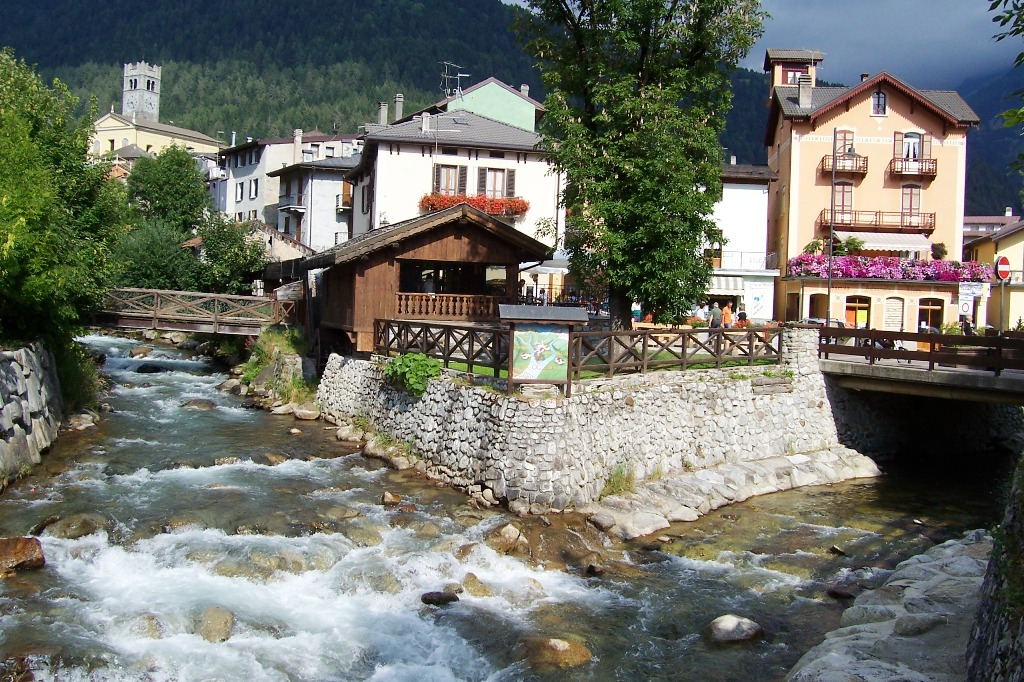
Soutok s Frigidolfo